# Lionel Tertis

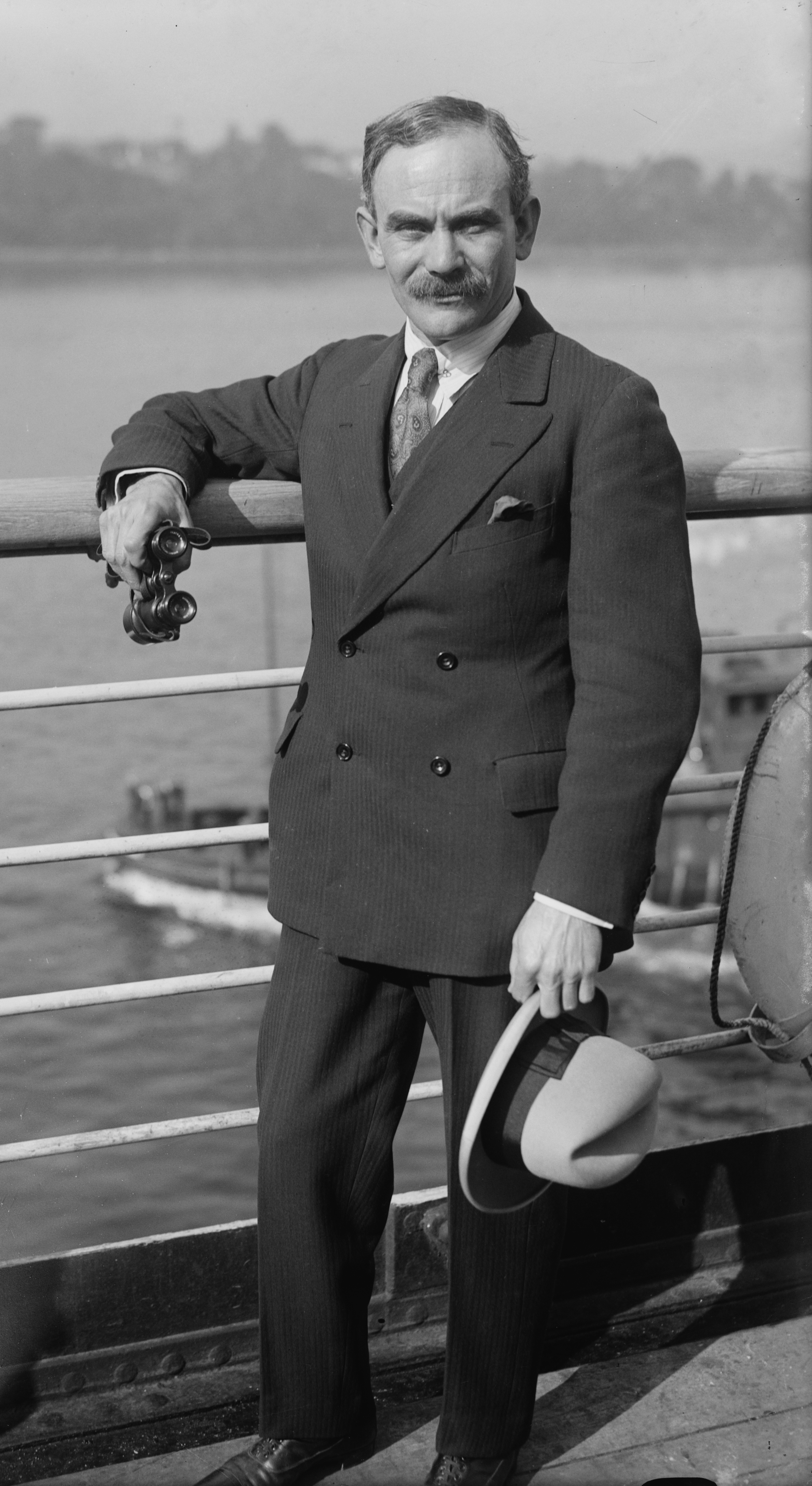
Lionel Tertis

Lionel Tertis CBE (* 29. Dezember 1876 in West Hartlepool; † 22. Februar 1975 in London) war ein englischer Bratschist.
Lionel Tertis, Sohn jüdischer Immigranten (der Vater Russe, die Mutter Polin), begann früh mit Klavierspiel und verließ bereits als 13-Jähriger seine Familie, um auf eigene Faust als Pianist Geld zu verdienen. Später studierte er einige Monate Violine an der Hochschule für Musik Leipzig und wechselte dann an die Royal Academy of Music in London. Dort spezialisierte er sich auf Rat des Direktors Alexander Mackenzie auf die Bratsche. Um die Jahrhundertwende erhielt er eine Professur an der Royal Academy of Music. In der Folge unternahm er zahlreiche Konzertreisen durch Europa und die USA und konzertierte gemeinsam mit anderen berühmten Instrumentalsolisten, darunter Arthur Rubinstein und Pablo Casals, während der Militärzeit im Ersten Weltkrieg auch häufig mit Eugène Ysaÿe. Tertis wurde zu einem der ersten Bratschisten, der als Solist internationale Anerkennung fand. 1936 ging Tertis in den Ruhestand, trat aber bis ins Alter von 87 Jahren noch öffentlich auf, unterrichtete und propagierte ein selbst entwickeltes Bratschenmodell (Tertis Viola). 1950 wurde er zum Commander of the British Empire ernannt.
Zahlreiche britische Komponisten schrieben Werke für ihn, darunter William Walton, John Blackwood McEwen, Arnold Bax, Benjamin Dale, York Bowen, Frank Bridge und Harry Farjeon. Tertis selbst erstellte zahlreiche Transkriptionen und Arrangements für die Bratsche. 1974 erschien seine Autobiographie unter dem Titel „My viola and I“.
1980 wurde in Erinnerung an Tertis der Wettbewerb Lionel Tertis International Viola Competition ins Leben gerufen.